# Neal Eardley
Neal James Eardley (født 6. november 1988 i Llandudno, Wales) er en walisisk fodboldspiller, der spiller som højre back hos den engelsk fodboldklub Lincoln City. 
Tidligere har Eardley repræsenteret Oldham Athletic, der var hans klub både på ungdomsniveau og i sin første tid som seniorspiller, Blackpool, Birmingham City, Hibernian og Northampton Town.

## Landshold
Eardley står (pr. januar 2011) noteret for 15 kampe for Wales' landshold, som han debuterede for 22. august 2007 i en venskabskamp mod Bulgarien i Burgas, hvor han kom på banen fra anden halvlegs start.